# Euoplos regalis
Espèce
Euoplos regalis est une espèce d'araignées mygalomorphes de la famille des Idiopidae.

## Distribution
Cette espèce est endémique du Queensland en Australie. Elle se rencontre dans les monts D'Aguilar.

## Description
Le mâle holotype mesure 22,78 mm.

## Publication originale
- Wilson & Rix, 2021 : « Systematics of the Australian golden trapdoor spiders of the Euoplos variabilis-group (Mygalomorphae: Idiopidae: Euoplini): parapatry and sympatry between closely related species in subtropical Queensland. » Invertebrate Systematics, vol. 35, no 5, p. 514-541.